# Thomas Roe
Thomas Roe, także Thomas Row (ur. 1581, zm. 6 listopada 1644) – angielski dyplomata w okresie panowania Jakuba I i Karola I.

## Życiorys
Syn Roberta Rowe’a i Elinor, córki Roberta Jermy’ego z Worstead w Norfolk. Urodził się w Low
Leyton koło Wanstead (obecnie wszystkie te miejscowości są w granicach Wielkiego Londynu) w Essex.
W wieku dwunastu lat (1593) wstąpił do Magdalen College na Uniwersytecie Oksfordzkim krótko po tym znalazł się na dworze królowej Elżbiety. Został pasowany na rycerza przez Jakuba I w 1605 i stał się przyjacielem dzieci królewskich Henryka, księcia Walii i Elżbiety, która wkrótce została Królową Czeską i z którą utrzymywał korespondencję oraz prowadził wiele działań w jej interesie. W 1610 roku został wysłany przez księcia Henryka z misją do Indii Zachodnich w czasie której odwiedził Gujanę i deltę Amazonki, jednak w dwóch kolejnych wyprawach nie udało mu się odkryć złota, którego szukał.
W 1614 roku został wybrany do Izby Gmin z Tamworth. Jego reputacja urosła dzięki sukcesowi podczas poselstwa (1615–1618) na dwór Wielkiego Mogoła, Dżahangira. Podstawowym celem misji Roe'a było zapewnienie bezpieczeństwa angielskiej faktorii w mieście Surat. Misja powiodła się dzięki temu, że Roe zdobył łaskawość Dżahangira.
W latach 1621–1628 był ambasadorem angielskim na dworze Sułtana Osmańskiego. Udało mu się rozszerzyć przywileje dla brytyjskich kupców. W 1624 roku doprowadził do zawarcia porozumienia z Algierem, na mocy którego uwolniono kilkuset Angielskich jeńców. W późniejszym czasie działając na rzecz Unii Protestanckiej za pomocą angielskich subsydiów wspierał antyhabsburskiego księcia Siedmiogrodu Gábora Bethlena.
Jego kolejnym sukcesem dyplomatycznym było doprowadzenie w 1629 roku do polsko-szwedzkiego rozejmu w Starym Targu. Dzięki temu Gustaw Adolf mógł włączyć się z całą siłą szwedzkiej armii do wojny trzydziestoletniej po stronie niemieckich książąt protestanckich.
W 1631 roku sponsorował wyprawę odkrywczą Luke’a Foxe’a na wody Oceanu Arktycznego.
W 1637 został mianowany kanclerzem Orderu Podwiązki z pensją 1200 funtów rocznie.
W późniejszym czasie brał udział w konferencjach pokojowych w Hamburgu, Ragensburgu i Wiedniu i użył swoich wpływów aby przywrócono Palatynat Reński. W czerwcu 1640 roku został członkiem Tajnej Rady Anglii w październiku wrócił do parlamentu jako przedstawiciel Uniwersytetu Oksfordzkiego, gdzie jego znajomość stosunków międzynarodowych, handlowych i finansowych wraz ze zdolnościami lektorskimi przysporzyły mu wysokiej reputacji w kręgach akademickich.
Był żonaty z Eleanor, córką sir Thomasa Carry’ego ze Stamford.